# Coazzolo
Coazzolo (en français Coassol) est une commune italienne de moins de 1 000 habitants située dans la province d'Asti, dans la région Piémont, dans le Nord-Ouest de l'Italie.

## Administration
| Période                                  | Période | Identité | Étiquette | Qualité |
| ---------------------------------------- | ------- | -------- | --------- | ------- |
|                                          |         |          |           |         |
| Les données manquantes sont à compléter. |         |          |           |         |

### Communes limitrophes
Castagnole delle Lanze, Castiglione Tinella, Mango, Neive, Santo Stefano Belbo